# Krumen

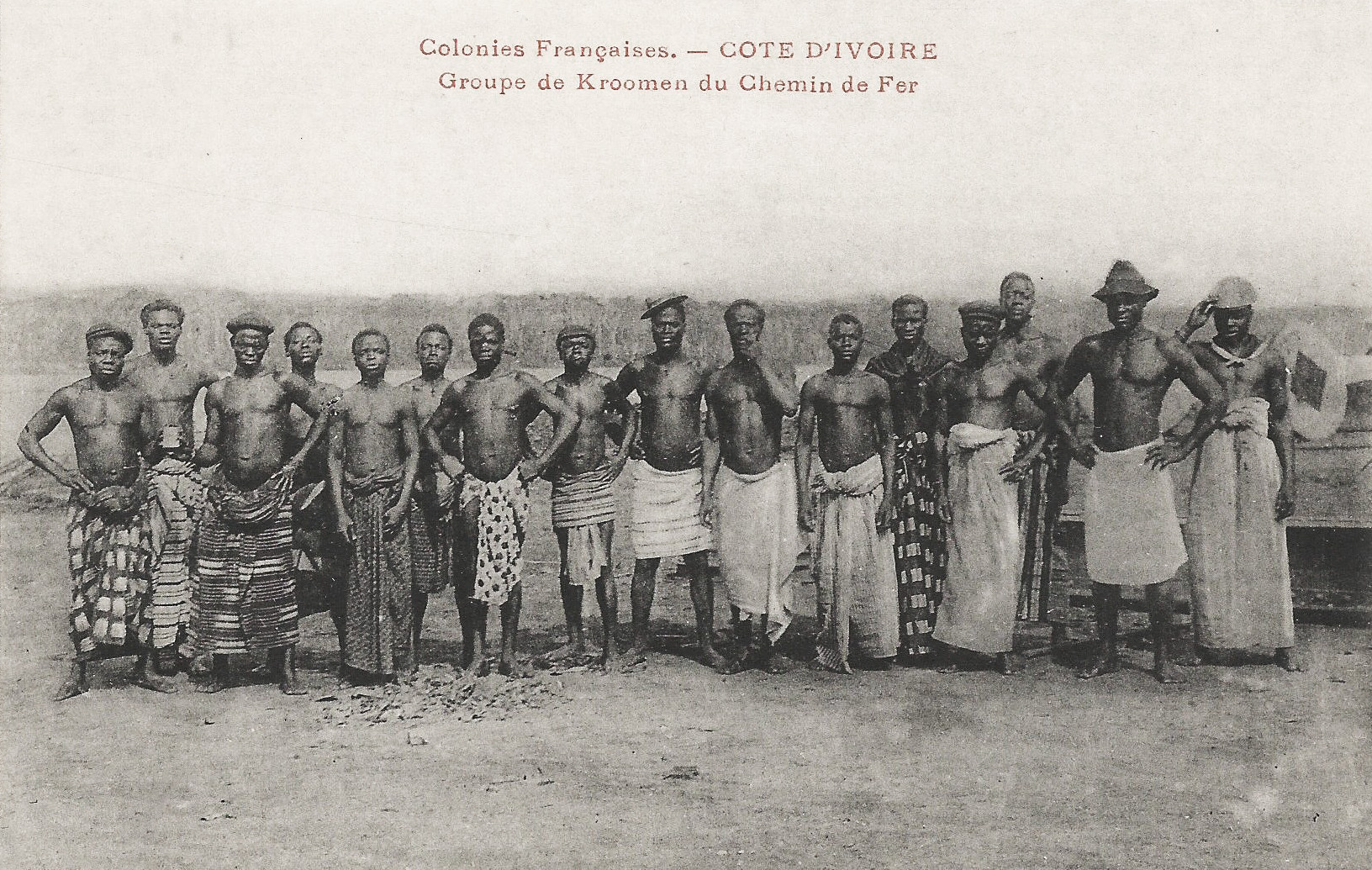
Lavoratori Krumen ivoriani nel periodo della colonizzazione francese

Il termine Krumen (anche Kroumen, Kroomen) si riferisce storicamente ai marinai del gruppo etnico Kru che vivevano principalmente lungo la costa della Liberia e della Costa d'Avorio. Oggi il termine è impiegato per identificare i parlanti la lingua krumen, considerati in genere un sottogruppo dei Grebo, che ammontavano a 48 300 unità nel 1993.

## Etimologia
Si riteneva a torto che questa parola derivasse dal vocabolo inglese "crew" (equipaggio), invece deriva probabilmente dal nome di una tribù della costa liberiana "Kraoh" composta da abili pescatori usi ad affrontare le onde dell'Atlantico su fragili piroghe. Una teoria, avanzata nell'Enciclopedia Britannica del 1911, era che i termini Kru e Krumen derivassero da "Klao", che è il nome dei Kru nella loro lingua.

## Storia

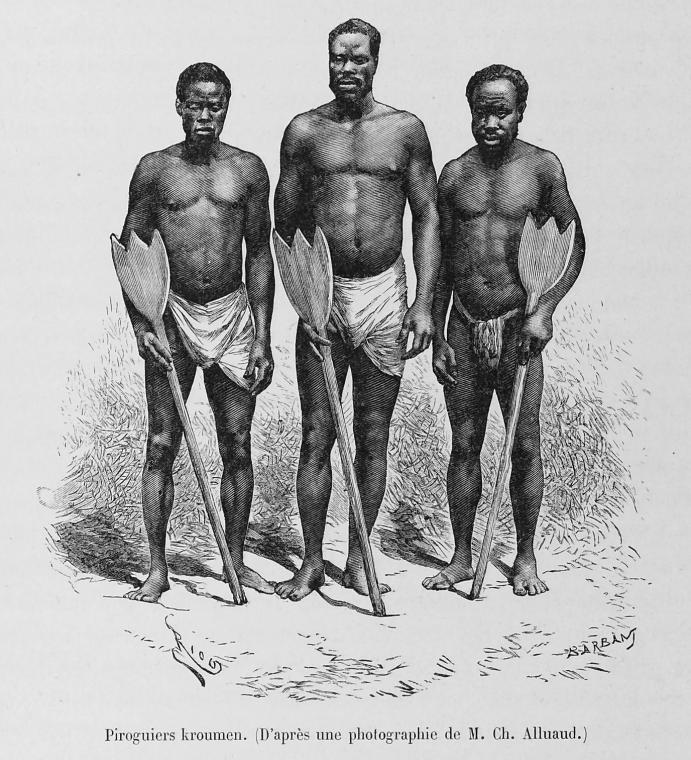
Canottieri krumen raffigurati dall'incisore francese Alluaud

Da sempre considerati abili marinai, i Krumen (talvolta indicati nella forma scritta anche come Kroomen) venivano arruolati per temporanei imbarchi a bordo delle navi europee in navigazione entro il Golfo di Guinea, per affiancare i marittimi nazionali in lavori duri, quali tirare cime, issare carichi e altre pratiche marinaresche.
La consuetudine di arruolare Krumen su navi europee, è iniziata nel secolo XVIII proseguendo fino alla seconda metà del secolo XX, quando le tradizionali navi da carico per il trasporto di merce varia, anche italiane, sono state ampiamente sostituite dalle attuali e moderne navi portacontainer.
A bordo, i Krumen sottostavano ai comandi di un nostromo locale chiamato Kakatuà il quale provvedeva anche a formare le squadre a terra prima dell'imbarco, selezionando a sua discrezione il personale da reclutare.
In realtà, almeno nei tempi più recenti, tra i Krumen veniva arruolato, probabilmente per motivi economici, anche personale di altre etnie originarie da paesi dell'entroterra africano come Alto Volta e perfino Mali e perciò meno esperto nelle arti marinaresche, rispetto a coloro che provenivano tradizionalmente dalla regione costiera del Kru, dove il più importante centro per il reclutamento degli equipaggi era a Sassandra, in Costa d'Avorio.